# Werner Wildhagen
Werner Wildhagen (* 27. Februar 1958) ist ein ehemaliger deutscher Fußballspieler.

## Laufbahn
Der Mittelfeldspieler kam aus der Jugend von Rot-Weiß Oberhausen in die erste Mannschaft, für die er 1976 bereits als 18-Jähriger in der Verbandsliga Niederrhein debütierte. In der Spielzeit 1977/78 erreichte er mit seinem Verein die Verbandsliga-Vizemeisterschaft hinter Olympia Bocholt, wodurch sich RWO für die neu gegründete Oberliga Nordrhein qualifizierte. In der Premierensaison 1978/79 wurde Werner Wildhagen mit Oberhausen Meister der Oberliga Nordrhein und stieg in die 2. Bundesliga auf, der Mittelfeldspieler erzielte dabei acht Tore in 28 Einsätzen. Von 1979 bis 1981 absolvierte er insgesamt 34 Spiele in der Zweiten Liga und musste mit dem Verein 1981, mit Einführung der eingleisigen 2. Bundesliga, als Tabellen-14. wieder in die Oberliga absteigen. 1981 wechselte Wildhagen zur SpVgg Erkenschwick in die Oberliga Westfalen. Ein Jahr später ging er zum 1. FC Mülheim in die Verbandsliga Niederrhein.
Auch seine Trainerkarriere begann er bei RWO in der Jugendabteilung. Nach mehreren Jahren als Trainer der 2. Mannschaft von Rot-Weiß Oberhausen wurde Wildhagen im Frühjahr 2007 vom abstiegsbedrohten Oberligisten 1. FC Bocholt verpflichtet, wo er Franz-Josef Tenhagen ablöste. Den Verein betreute er auch in der Verbandsliga Niederrhein 2007/08. Zur Saison 2009/10 übernahm er die U23-Reserve von Schwarz-Weiß Essen. Von 2010 bis 2013 war Werner Wildhagen Trainer des Landesligisten GSV Moers. Zur Saison 2013/14 wurde Wildhagen neuer Trainer des Oberligisten TuS Bösinghoven. Nach der Spielzeit legte er eine mehrjährige Pause ein. Zur Saison 2017/18 übernahm Wildhagen das Traineramt beim Oberhausener Bezirksliga-Aufsteiger SC Buschhausen.